# Stretto di Sea Otter
Lo stretto di Sea Otter (Sea Otter Sound) si trova nell'Arcipelago di Alessandro Arcipelago Alexander) nell'Alaska sud-orientale (Stati Uniti d'America).

## Etimologia
Il nome di questo stretto è stato dato nel 1883 da Dall (United States National Geodetic Survey). "Sea otter" è il nome della lontra di mare.

## Geografia
Lo stretto a ovest è delimitato dallo stretto di Davidson (Davidson Inlet), a nord all'isola di Orr (Orr Island), a est dall'isola di Tuxekan (Tuxekan Island) e a sud dall'isola di Heceta (Heceta Island).

### Isole dello stretto
Nello stretto sono presenti le seguenti isole (a parte quelle principali già citate):
- Isola di Eagle (Eagle Island)[4] 55°52′59″N 133°30′00″W - L'isola, con una elevazione di 24 metri, si trova a nord dello stretto.
- Isola di Clump (Clump Island)[5] 55°51′35″N 133°29′04″W - L'isola, molto piccola, si trova al centro dello stretto.
- Isola di Owl (Owl Island)[6] 55°53′23″N 133°24′47″W - L'isola, con una elevazione di 43 metri, si trova all'uscita meridionale del canale di El Capitan (El Capitan Passage).
- Isola di Hoot (Hoot Island)[7] 55°53′06″N 133°23′10″W - L'isola, con una elevazione di 99 metri, si trova all'uscita meridionale del canale di El Capitan (El Capitan Passage).
- Isola di Garden (Garden Island)[8] 55°49′18″N 133°22′45″W - L'isola, posizionata a oriente dello stretto (tra le isole Tuxekan e Heceta), si trova all'entrata settentrionale dello stretto di Karheen (Karheen Passage).
- Isola di Camp (Camp Island)[9] 55°48′11″N 133°28′06″W - L'isola, con una elevazione di 88 metri, una lunghezza di 1,4 chilometri, posizionata a nord dell'isola di Heceta (Heceta Island), si trova nella parte meridionale dello stretto.

### Insenature e altre masse d'acqua
Nello stretto sono presenti le seguenti principali insenature (o è collegato ad esse, a parte quelle principali già citate) :
- Stretto di White Cliff (White Cliff Passage)[10] 55°54′45″N 132°28′23″W - Questo stretto collega lo stretto di Davidson (Davidson Inlet) con lo stretto Sea Otter passando tra le isole Eagle (Eagle Island) e Owl (Owl Island).
- Canale di El Capitan (El Capitan Passage)[11] 56°01′31″N 132°16′25″W - Questo stretto collega Sea Otter con la parte nord-ovest dell'isola Principe di Galles (Prince of Wales Island).
- La laguna marina di Scott (Scott Lagoon)[12] 55°51′20″N 133°19′07″W - La laguna si trova a metà dell'isola Tuxekan.
- Il canale di Karheen (Karheen Passage)[13] 55°48′00″N 133°19′12″W - Questo stretto collega Sea Otter con la parte sud-ovest dell'isola Principe di Galles (Prince of Wales Island).

### Promontori dello stretto
Nello stretto sono presenti i seguenti promontori:
- Promontorio di Turn (Turn Point)[14] 55°50′39″N 133°21′15″W - Il promontorio, con una elevazione di 23 metri, si trova nell'isola Tuxekan.